# Squid Game
Squid Game (Originaltitel koreanisch 오징어 게임 Ojingeo Geim) ist eine südkoreanische Dramaserie, die von Hwang Dong-hyuk geschaffen wurde. Der Titel der Serie ist abgeleitet von dem koreanischen Kinderspiel „Tintenfisch“ (kor. 오징어, rev. ojingeo, MR ojingŏ, deutsch: ‚Tintenfisch‘). Die erste Staffel der Serie wurde am 17. September 2021 weltweit auf Netflix veröffentlicht. Die zweite Staffel der Serie wurde am 26. Dezember 2024 auf Netflix hinzugefügt. Die Premiere der dritten und finalen Staffel fand am 27. Juni 2025 auf Netflix statt.
Vier Wochen nach Veröffentlichung hatten Nutzer von etwa 142 Millionen Netflix-Konten die erste Staffel abgerufen, was Squid Game zu einer der erfolgreichsten Serien des Jahres 2021 macht.

## Handlung

### Staffel 1
Der glücksspielsüchtige und hoch verschuldete Gi-hun erhält eine mysteriöse Einladung, in der es darum geht, um viel Geld zu spielen. Nach seiner Zusage wird er abgeholt, betäubt und mit 455 weiteren Personen an einen geheimen Ort gebracht, wo sie sich unter der Beobachtung und Anleitung von maskiertem und bewaffnetem Personal befinden.
Der Wettbewerb umfasst sechs Runden, in denen jeweils ein Kinderspiel gespielt wird, das in Korea verbreitet ist. Im ersten Spiel zeigt sich, dass alle Verlierer eines Spiels sofort getötet werden. Zwar wird der Wettbewerb daraufhin von den überlebenden Spielern per Mehrheitsentscheid abgebrochen, die meisten von ihnen kehren aber kurz darauf zu den Spielen zurück, da ihnen ihr Leben perspektivlos erscheint und sie das Preisgeld begehren.
Für die im Rahmen der Spiele ermordeten und bei internen Kämpfen zwischen den Spielern getöteten Teilnehmer gibt es ein Krematorium mit mehreren Öfen. Eine Gruppe der für den Spielbetrieb zuständigen Mitarbeiter greift dabei jedoch einzelne Leichen ab und betreibt einen Organhandel.
Gi-hun freundet sich unter anderem mit Oh Il-nam an – einem alten Mann, der an einem Hirntumor erkrankt ist und im vierten Spiel augenscheinlich getötet wird. Nach vielen weiteren Mitspielertoden steht Gi-hun schließlich im letzten Spiel seinem Jugendfreund Cho Sang-woo gegenüber, der Firmengelder veruntreut hat und das Preisgeld dringend benötigt. Im sogenannten Tintenfischspiel fügen sich beide gegenseitig schwere Verletzungen zu. Am Ende tötet sich Sang-woo selbst und Gi-hun wird unter Narkose in die Heimat gebracht. Er erhält eine Kreditkarte mit einem Preisgeld in Höhe von 45,6 Milliarden Won, was im Jahr 2021 rund 33 Millionen Euro entsprach.
Während der Spiele schafft es ein Polizeibeamter, dessen Bruder die gleiche Einladung wie Gi-hun erhalten hatte und seitdem verschollen ist, sich unbemerkt auf dem Gelände einzuschleichen. Erst als Wächter, dann als Kellner getarnt, findet er heraus, dass sein Bruder die Spiele 2015 gewonnen hatte, und macht zahlreiche Foto- und Videoaufnahmen vom Spielort. Bevor er fliehen und sein Bildmaterial verschicken kann, wird er vom Frontmann der Organisation gestellt. Dieser offenbart sich als sein verschollener Bruder und schießt auf den Polizisten, der von einer Klippe ins Meer stürzt.
Ein Jahr nach den Spielen hat Gi-hun sein Preisgeld nicht angerührt. Er erhält eine Einladung von Oh Il-nam, der seinen Tod im Spiel nur vorgetäuscht hat, inzwischen aber tatsächlich im Sterben liegt. Il-nam gibt zu, dass er in Wirklichkeit Hauptorganisator der Spiele war und selbst an ihnen teilnahm, weil ihm Mitspielen mehr Spaß bereitete als nur zuzuschauen. Gi-hun ließ er am Leben, weil das Spielen mit ihm besonders viel Spaß gemacht hatte. Noch während des Treffens verstirbt Il-nam. In der Folge nutzt Gi-hun das Preisgeld, um seine Versprechen gegenüber seinen Mitspielern einzulösen. Als er auf dem Weg zum Flughafen sieht, wie ein Mann eine Einladung für die Spiele erhält, nimmt er sie ihm mit Gewalt ab und meldet sich bei der darauf angegebenen Telefonnummer mit der Ankündigung, die Drahtzieher der Spiele enttarnen zu wollen.

### Staffeln 2 und 3
Die zweite und dritte Staffel wurden zusammen gedreht und zeigen zusammen eine weitere Ausgabe an Squid Games mit jeweils einer Hälfte der Spiele pro Staffel. Zwei Jahre nach seinen ersten Spielen spürt Seong Gi-hun mithilfe seines ehemaligen Kredithais und dessen Handlangern den Rekrutierer auf und kann so mit dem Frontmann in Kontakt treten, von dem er fordert, erneut an den Spielen teilnehmen zu dürfen, wobei sein Plan ist, diesmal so viele Spieler wie möglich zu retten und die Drahtzieher aufzuhalten und so die Spiele endgültig zu beenden. Zuvor verbündet er sich mit Hwang Jun-ho, der den Sturz von der Klippe überlebt hat und versucht, die Insel zu finden, während Gi-hun auf dieser an den Spielen teilnimmt. In einem weiteren Handlungsstrang wird die Perspektive von Kang No-eul gezeigt, die als neue Wache für die Spiele angeworben wurde. Während sie Spieler erschießt, beteiligt sie sich nicht am Organhandel und entdeckt unter den Spielern einen Bekannten, den sie retten will.
Beim ersten Spiel, das das gleiche wie zuvor ist, kann Gi-hun mit seinem Vorwissen helfen, dass die Mehrheit überlebt, und bei der ersten Abstimmung enthüllt er den anderen Spielern, dass er schon einmal gewonnen hat. Da der eingesetzte Tracker, durch den Jun-ho ihn und die Insel finden sollte, entfernt wurde und die folgenden Spiele neu sind, nutzt ihm sein Wissen aber nichts mehr. Als Teilnehmer sammelt er wieder neue Freunde um sich, darunter sein Bekannter Jung-bae, der angebliche Marine Dae-ho, die Transfrau Hyun-ju, ein Mutter-Sohn-Duo aus Geum-ja und Yong-sik sowie die junge Schwangere Jun-hee, deren Ex-Freund Myung-gi auch ein Spieler ist. Als neue 001 hat sich diesmal der Frontmann selbst unter die Spieler und in Gi-huns Gruppe gemischt. Diesmal wird nach jedem Spiel abgestimmt und diejenigen, die nicht weiterspielen wollen, erhalten ein „X“, diejenigen, die weiterspielen wollen, ein „O“ auf ihrer Jacke, sodass sich im Verlauf zwei Fraktionen verfestigen, zwischen denen Feindlichkeiten hochkochen.
Nachdem ein Kampf zwischen kleineren Gruppen der beiden Seiten ausgebrochen ist, nutzt Gi-hun das Erscheinen der Soldaten, um mit Freiwilligen seiner Gruppe seinen Plan eines Aufstands in Gang zu setzen. Sie überwältigen die Soldaten, nehmen deren Gewehre an sich und kämpfen sich damit durch die Anlage vor. Als Gi-hun und Jung-bae den Räumen des Anführers nahekommen, wechselt der Frontmann wieder in seine Maske und erschießt Jung-bae. Gi-hun wird zurückgebracht und muss weiterspielen. Im nächsten Spiel verletzt die schwangere Jun-hee sich am Knöchel und ihr Säugling wird frühzeitig geboren. Sie kann das nächste Spiel mit ihrer Verletzung nicht überleben und gibt das Neugeborene in Gi-huns Obhut. Die besonderen Gäste, die nun zuschauen, fordern, dass das Neugeborene offiziell als Spieler gelten und die Nummer der Mutter erhalten soll. Als am Ende des letzten Spiels Gi-hun und der Säugling übrig bleiben, opfert Gi-hun sich selbst, damit das Neugeborene die Spiele und das gesamte Geld gewinnt.
In der Zwischenzeit hat Jun-ho mit Bootskapitän Park, der ihn nach seinem Sturz aus dem Wasser gerettet hatte, nach der Insel gesucht. Choi Woo-seok, einem Handlanger des Kredithais, kommt aber bald der Verdacht, dass mit Park etwas nicht stimmt, und er kann herausfinden, dass Park mit den Organisatoren der Spiele unter einer Decke steckt. Jun-ho kann Park ausschalten, bevor dieser ihn töten kann, und die Insel schließlich finden. Zum Ende des letzten Spiels sieht er dort noch seinen Bruder In-ho mit dem Neugeborenen. No-eul hat während der Revolte ihren Bekannten gerettet und verhilft ihm zur Flucht auf einem Boot. Sie selbst kehrt aber zurück, um die Akten über ihn zu finden, und steckt während des letzten Spiels das Archiv in Brand. Als In-ho zugetragen wird, dass Jun-ho die Küstenwache zur Insel gerufen hat, aktiviert er deren Selbstzerstörungsmechanismus.
Sechs Monate später fliegt No-eul nach China, wo ihre vermisste Tochter gesehen worden sein soll. In-ho hinterlässt Jun-ho das Neugeborene und dessen Preisgeld und übergibt in den Vereinigten Staaten Gi-huns Tochter eine Kreditkarte mit Gi-huns Preisgeld aus seinen ersten Spielen, das er kaum angerührt hatte. In einer Gasse sieht In-ho zufällig eine Rekrutiererin für amerikanische Spiele.

### Spielverlauf

#### Staffel 1
1. Rotes Licht, grünes Licht
Die 456 Teilnehmer müssen einen geschlossenen Innenhof innerhalb von fünf Minuten durchqueren. Bewegen dürfen sie sich nur, wenn eine Roboterpuppe am anderen Ende des Raumes sich wegdreht und dabei „Rotes Licht, grünes Licht“ singt. Spieler, die sich bewegen, während die Puppe dem Feld zugewandt ist, werden von Bewegungssensoren in deren Augen erkannt und erschossen.
Zu Beginn des Spiels kommt es zu einer Massenpanik, bei der zahlreiche Teilnehmer beim Versuch, das Spielfeld vorzeitig zu verlassen, disqualifiziert und damit erschossen werden. Alle Spieler, die sich regelwidrig bewegen oder nach Ablauf der Zeit noch auf dem Spielfeld sind, werden erschossen. Nach dem Spiel sind noch 201 Teilnehmer am Leben.
Die englische Fassung bezieht sich auf das Spiel „Red Light, Green Light“, was auch in der deutschen Fassung übernommen wurde. In der koreanischen Originalfassung wird hingegen auf das traditionelle koreanische Kinderspiel (koreanisch 무궁화 꽃이 피었습니다 Mugunghwa kkots-i pieosseumnida, deutsch ‚Die Hibiskusblume ist erblüht‘) verwiesen. Der Titel der ersten Folge lässt sich wörtlich übersetzen als: „Der Tag, an dem die Hibiskusblume erblühte“. Ein ähnliches Spiel im deutschsprachigen Raum ist „Ochs am Berg“.
2. Zuckerfiguren
Nach einem zwischenzeitlichen Abbruch des Turniers kehren 187 Spieler zurück, um die Spiele fortzusetzen. Sie müssen sich eines von vier Symbolen (Dreieck, Kreis, Stern und Regenschirm) aussuchen. Anschließend erhalten sie Karamellplatten (Dalgona), in die die gewählte Form vorgestanzt ist. Die Aufgabe besteht darin, die Form innerhalb von zehn Minuten herauszubrechen, ohne dass die herauszulösende Form zerstört wird. Die Teilnehmer, deren Figur beschädigt wird, werden direkt von den Soldaten erschossen. 108 Teilnehmer überstehen das Spiel.
Das Dalgona-Spiel (koreanisch 달고나 게임 Dalgona Geim), auch als Ppopgi (koreanisch 뽑기) bekannt, entstand in den 1960er- und 1970er-Jahren und war in Südkorea besonders bei Kindern beliebt. Es handelt sich um eine einfache Süßigkeit aus geschmolzenem Zucker und Natron, die von Straßenhändlern verkauft wurde. Ziel des Spiels ist, vorsichtig eine geprägte Form (z. B. Stern, Kreis oder Regenschirm) aus der harten Zuckerplatte herauszulösen, ohne diese zu zerbrechen. Der Preis ist ein zusätzliches Gratis-Dalgona.
3. Tauziehen
Nach einem gewaltsamen Tumult bestreiten nur noch 80 Spieler das nächste Spiel. Zunächst sollen sie Gruppen aus zehn Personen bilden. Danach wird bekanntgegeben, dass es sich beim dritten Spiel um Tauziehen handelt. Zwei einander zugeloste Teams stehen sich dabei auf zwei mehrere Meter hohen Plattformen gegenüber und versuchen, das gegnerische Team mithilfe des Taus, an das alle Spieler gekettet sind, in den Abgrund zwischen den Plattformen zu ziehen. Das Tau verläuft zentral durch eine Guillotine. Sobald ein Team das andere von der Plattform gezogen hat, wird das Seil durchtrennt und das unterlegene Team stirbt durch den Sturz aus großer Höhe.
Das Tauziehen (koreanisch 줄다리기 Juldarigi) geht auf landwirtschaftliche Rituale zurück, die bis ins alte Korea reichen. Es wurde oft während Dorffesten gespielt und sollte durch gemeinschaftliche Anstrengung eine gute Ernte sichern. Traditionelle Seile wurden aus Reishalmen geflochten und waren meist sehr groß, sodass das Spiel viele Teilnehmer erforderte.
4. Murmelspiel
Im Vorfeld des vierten Spiels wird ein Teilnehmer von der Spielleitung getötet. Die übrigen 39 Spieler sollen sich in 19 Paaren gruppieren. Die verbleibende Teilnehmerin nimmt nicht an dem Spiel teil; später stellt sich heraus, dass sie das Spiel überspringen durfte. Die Teilnehmer erhalten jeweils zehn Murmeln und müssen nun innerhalb von 30 Minuten ihrem Teampartner in einem Spiel ihrer Wahl alle Murmeln abnehmen. In dem Glauben, das Spiel gemeinsam bestreiten zu müssen, haben sich Duos aus Freunden und sogar Verheirateten gebildet, die mit Bekanntgabe der Spielregeln zu direkten Gegnern werden. Das Spielpersonal überwacht die Teilnehmer und erschießt diejenigen, die verloren oder innerhalb des Zeitlimits nicht gewonnen haben. 17 Spieler kommen weiter.
Das Murmelspiel (koreanisch 구슬치기 Guseul Chigi) war in den 1970er- und 1980er-Jahren ein beliebtes Straßenspiel für Kinder in Korea. Es gab viele Varianten, darunter das Erraten der Anzahl von Murmeln in der Hand des Gegners oder das Schießen von Murmeln in ein Loch.
5. Glasbrücke
Nach dem Suizid eines Teilnehmers nehmen 16 Spieler an dem fünften Spiel teil. Dafür müssen sie sich im Vorfeld jeweils eine Zahl von 1 bis 16 aussuchen. In der Reihenfolge der gewählten Nummern müssen die Spieler eine Brücke überqueren; die Brücke umfasst 18 Trittstufen mit jeweils zwei Glasplatten, zwischen denen sich die Spieler entscheiden müssen. Jede Stufe besteht aus einer tragfähigen Platte aus Sicherheitsglas, die das Gewicht von zwei Personen trägt, sowie einer gewöhnlichen Glasplatte, die bei Betreten zerbricht und den Spieler in den Tod stürzen lässt. Nach einem Zeitlimit von 16 Minuten werden alle Platten gesprengt. Die ersten 13 Teilnehmer auf der Brücke stürzen ab, nur die letzten drei Spieler erreichen die andere Seite.
6. Tintenfischspiel
Das letzte Spiel ist das sogenannte Tintenfischspiel, das zwischen Gi-hun und Sang-woo ausgetragen wird; die dritte Überlebende aus dem letzten Spiel (Sae-byeok) wurde durch Glassplitter der Trittsteinbrücke schwer verletzt und in der vorherigen Nacht von Sang-Woo getötet. Das Tintenfischspiel wird auf einem Spielfeld in Form eines schematisch dargestellten Tintenfisches, bestehend aus Kopf, Hals und Körper, gespielt. Per Münzwurf wird entschieden, dass sich Gi-hun für eine Rolle bei dem Spiel entscheiden darf; er wählt die Rolle des Angreifers, der von außen versucht, den Kopf des Tintenfisches über dessen Körper zu erreichen. Der Angreifer darf sich zunächst nur auf einem Bein fortbewegen, sobald er es schafft, den Hals des Tintenfisches zu durchqueren, darf er beide Beine benutzen. Der Verteidiger (Sang-woo) gewinnt, wenn er es schafft, den Angreifer aus dem Körper des Tintenfisches zu verdrängen. Darüber hinaus gilt eine Sonderregel: Kann ein Spieler nicht weiterspielen, gewinnt der andere.
Das Tintenfischspiel (koreanisch 오징어 게임 Ojingeo Geim), nach dem die Serie benannt ist, war in den 1970er-Jahren ein beliebtes Straßenspiel. Es wurde auf einem sandigen Boden gespielt, auf dem ein Spielfeld gezeichnet wurde, das an die Form eines Tintenfischs erinnert. Offensivspieler mussten versuchen, das Spielfeld zu durchqueren, während die Defensive sie daran hinderte.

#### Staffeln 2 und 3
1. Rotes Licht, grünes Licht
Die 456 Teilnehmer müssen einen Raum innerhalb von fünf Minuten durchqueren. Bewegen dürfen sie sich nur, wenn eine Roboterpuppe am anderen Ende des Raumes sich wegdreht und dabei „Rotes Licht, grünes Licht“ singt. Spieler, die sich bewegen, während die Puppe dem Feld zugewandt ist, werden von Bewegungssensoren in deren Augen erkannt und von den Soldaten in den pinken Anzügen erschossen.
Da Gi-Hun das Spiel schon kennt, versucht er zu erreichen, dass alle überleben, und erklärt, wie das Spiel funktioniert und was die Folgen sind, wenn sich ein Spieler nicht an die Regeln hält. Jedoch löst eine Biene eine Unruhe aus, die in einer Massenpanik endet. In diesem Spiel scheiden 91 Spieler aus, 365 kommen weiter.
2. Fünfkampf auf sechs Beinen
Wider Erwarten ist das zweite Spiel dieses Mal nicht Zuckerfiguren (Dalgona). Es handelt sich um einen Fünfkampf, bei dem fünf Teilnehmer einer Gruppe an den Beinen zusammengefesselt sind. Jeder Teilnehmer muss an einer von fünf Stationen ein Minispiel gewinnen. Die Stationen sind jeweils zehn Meter voneinander entfernt, und das Team hat insgesamt fünf Minuten Zeit, um die Ziellinie zu erreichen.
- Station 1: Ddakji
  - Eine Wache wirft einen Umschlag auf den Boden. Der Spieler muss nun, um zu gewinnen, mit einem weiteren Umschlag den ersten so treffen, dass dieser sich umdreht.

- Station 2: Biseokchigi
  - Der Spieler erhält einen Stein. Mit diesem muss er einen kleinen aufgestellten Stein treffen, welcher ca. zwei Meter von ihm entfernt steht. Trifft er nicht, muss er (die 5er-Gruppe) diesen wieder zurückholen. Er darf beim Wurf die Startlinie nicht überschreiten.

- Station 3: Gong-gi
  - Der Spieler muss in mehreren Phasen einen von fünf würfelähnlichen Steinen nach oben werfen, einen Stein aufsammeln und den geworfenen Stein wieder fangen.
  - In Runde 1 muss er immer einen aufsammeln, in Runde 2 immer 2, in Runde 3 immer 3, in Runde 4 immer 4. In Runde 5 muss er die Steine nach oben werfen, mit dem Handrücken auffangen, wieder hochwerfen und mit der Handfläche fangen.
  - Verliert er in den Runden einen Stein, muss er wieder von vorn anfangen.

- Station 4: Kreisel drehen
  - Der Spieler muss ein Seil um einen Kreisel wickeln und diesen anschließend so werfen, dass er sich nach dem Wurf auf dem Boden weiterdreht. Bleibt er liegen, hat der Spieler es nicht geschafft und beginnt erneut das Spiel.

- Station 5: Jegichagi
  - Der Spieler muss ein pomponähnliches Objekt mit dem Fuß mindestens viermal hochhalten und abschließend ein fünftes Mal mit dem Fuß berühren.

In diesem Spiel scheiden 110 Spieler aus, 255 sind weiter. In der anschließenden Abstimmung wird mehrheitlich gegen den Abbruch der Spiele gestimmt.
3. Mingle
Alle Spieler müssen auf eine runde Plattform gehen, die sich danach dreht. Die Aufgabe hierbei ist, Gruppen in der Anzahl, die genannt wurde, zu bilden, in einen der 50 Räume als Gruppe zu gehen und die Tür zu schließen. Dazu haben die Teilnehmer 30 Sekunden Zeit. Die, die es in der Zeit nicht schaffen oder nicht in der richtigen Anzahl im Raum sind, scheiden aus. Es werden fünf Runden gespielt: 10, 4, 3, 6, 2. Vor der letzten Runde bleiben 126 übrig; durch die Anzahl von 50 Räumen können jedoch nur 100 Spieler weiterkommen, was zu einem Wettlauf führt, wer weiterkommt. In diesem Spiel scheiden 155 Spieler aus, 100 sind weiter.
Bei der Abstimmung über das Weiterspielen oder den Abbruch der Spiele ergibt sich Gleichstand, sodass eine zweite Abstimmung für den nächsten Tag angekündigt wird.
Vor der Abstimmung kommt es auf der Herrentoilette zu einem Kampf zwischen den Teilnehmern, bei dem fünf Leute ausscheiden. Es sind noch 95 Teilnehmer übrig.
Nacht 3
Dem Management, den Mitarbeitern und den Soldaten wird ein Sonderspiel angekündigt. In dieser Nacht bricht ein Kampf unter den Teilnehmern aus, bei dem einige Spieler getötet werden.
Nach seiner Revolte wird Gi-hun zurückgebracht und muss weiter an den Spielen teilnehmen. Im Aufenthaltsraum wird er aber mit Handschellen gefesselt und nimmt nicht an den nächsten Abstimmungen teil, was als Enthaltung gewertet wird.
4. Verstecken
Die Spieler werden zufällig den Farben Blau und Rot zugeteilt, können diese aber vor Beginn noch tauschen. Das Spiel wird in einem Labyrinth aus Korridoren und Räumen gespielt. Die Blauen sollen sich verstecken und erhalten Schlüssel, mit denen sie Türen aufschließen, aber nicht wieder verschließen können. Es gibt drei verschiedene Schlüssel: rund, dreieckig, quadratisch. Die Roten, die die Blauen finden sollen, erhalten Messer, um Blaue zu töten. Blaue haben bestanden, wenn sie bis zum Ende der Zeit überleben; Rote, wenn sie mindestens einen Blauen gefunden und getötet haben. Die Blauen können auch durch einen Ausgang gewinnen, der allerdings nur mit allen drei Arten Schlüsseln gleichzeitig geöffnet werden kann.
5. Seilspringen
Die Spieler müssen eine Brücke überqueren, an deren beiden Enden jeweils eine Puppe steht, die zusammen ein mechanisches Seil schwingen, sodass die Spieler beim Überqueren springen müssen, damit das Seil sie nicht von der Brücke in den Tod stößt. Als Schwierigkeit ist in der Mitte der Brücke eine Lücke, bei der statt auf der Stelle hochzuspringen vorwärts gesprungen werden muss.
6. Tintenfischspiel in der Luft
Das Spiel findet auf den Dächern von drei Türmen in den Formen Kreis, Dreieck und Quadrat statt. Gespielt wird eine Runde pro Turm. In jeder Runde sollen die Spieler mindestens einen aus ihrem Kreis noch lebend vom Turm werfen.

## Produktion
Die Produktion von Squid Game wurde im September 2019 unter dem Arbeitstitel Round Six bekannt gegeben. Die Serie entstand unter Federführung des Filmregisseurs Hwang Dong-hyuk, der das Drehbuch schrieb und Regie führte. Inspiriert wurde die Serie von einem beliebten Kinderspiel im Südkorea der 1970er- und 1980er-Jahre. Hwang wollte mit Squid Game in Verbindung mit Kinderspielen eine Allegorie über die moderne kapitalistische Gesellschaft erzählen. Dabei sollte der Fokus auf dem Wettbewerb liegen. Die Figuren sollten so ausgestaltet werden, dass sie den meisten Menschen vertraut vorkommen und sie sich mit ihnen identifizieren können.

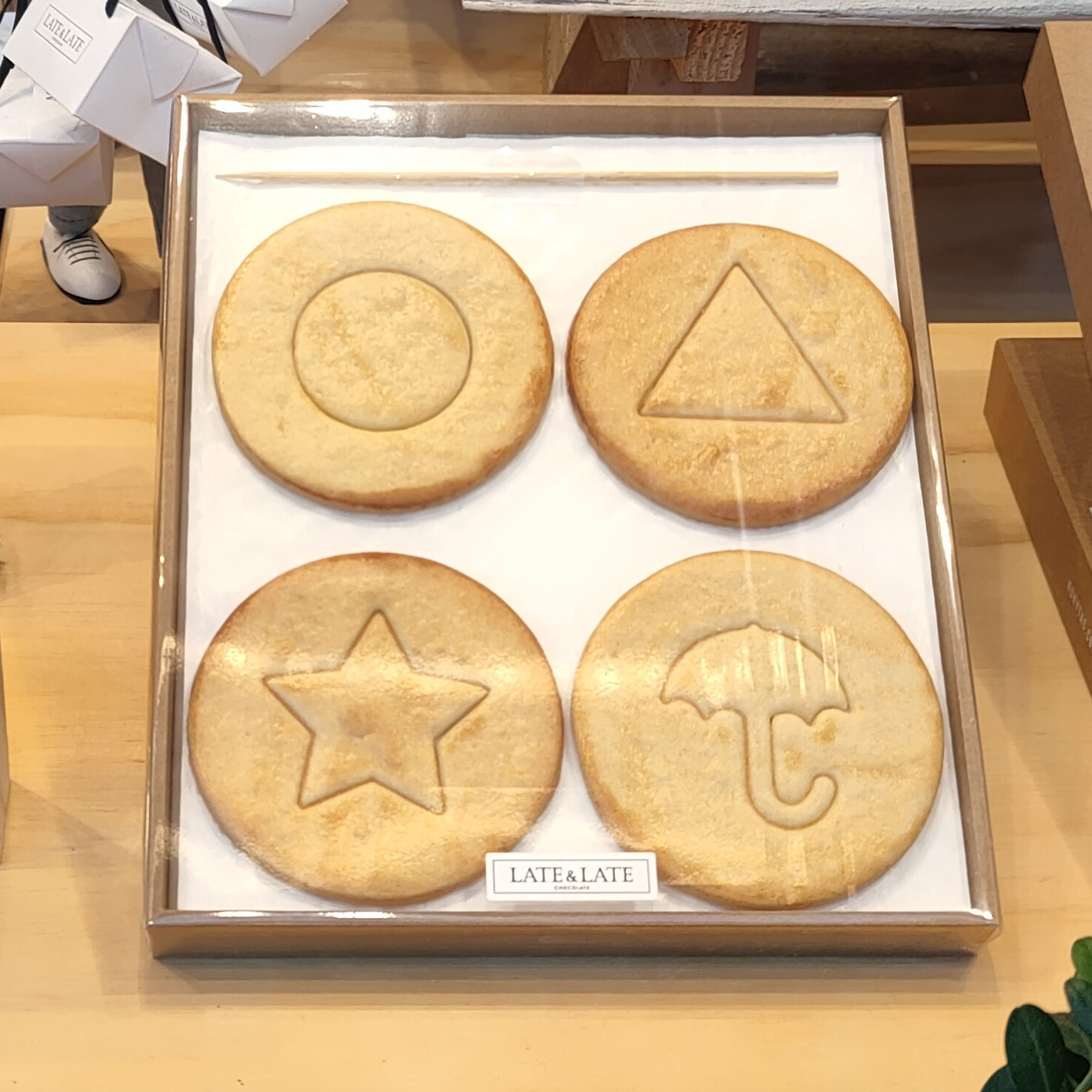
Dalgona, eine beliebte Süßigkeit im Südkorea der 1970er und 1980er.

Die Idee hatte Hwang um 2008/2009, als er einen ersten Entwurf ausgestaltete und einigen Filmstudios vorstellte. Der damalige neue Regisseur erhielt allerdings nicht ausreichend Unterstützung, um den Film umzusetzen. So arbeitete er zunächst an anderen Filmen, bevor er 2019 sein Drehbuch Netflix vorstellte. Diese bestellten den Stoff als Serie. Hwang wollte eine Überlebensshow erschaffen, die vor allem durch berühmte Überlebensmanga wie Tobaku Mokushiroku Kaiji, Liar Game und Battle Royale inspiriert ist, aber koreanische Elemente enthält. Dazu setzte Hwang auf den Nostalgiefaktor. So stellt eine Kulisse eine typisch koreanische Nachbarschaft der 1980er-Jahre dar. Der Roboter aus dem ersten Spiel wurde der Kinderfigur Younghee (영희) nachempfunden, die gemeinsam mit Cheolsoo (철수) jahrzehntelang Hauptfigur koreanischer Schulbücher war. Im zweiten Spiel wurde der Nostalgiefaktor durch einen Dalgona oder Ppopgi (뽑기) genannten Biscuit erreicht, der vor allem in den 1970er- und 1980er-Jahren beliebt war.
Die Kleidung und Masken der Angestellten wurden mehrfach abgeändert. Anfangs plante Hwang, Pfadfinderuniformen zu verwenden. Aber letztlich einigte er sich mit der künstlerischen Leiterin auf Ganzkörperanzüge, um sie anonym und wie in einer Ameisenfarm wirken zu lassen – manche sahen dies als Anleihe auf Haus des Geldes. Alles sollte wie in einem Comic wirken und farbenfroh sein. Die Masken waren inspiriert von traditionell koreanischen Talchum- und Hahoetal-Masken sowie Fechtmasken. Allerdings wurden sie bis zum finalen Design verändert und weiterentwickelt. Das Treppenhaus ist eine Hommage an M. C. Escher und wurde wie ein Labyrinth gebaut. Der Spielplatz im zweiten Wettbewerb ist extrem groß. Für kleine Kinder wirke ein Spielplatz groß, deshalb wollte Hwang für die Erwachsenen einen Spielplatz schaffen, der auch auf diese riesig wirkt.
Produktion und Dreharbeiten der Serie liefen von Juni bis Oktober 2020. Laut Bloomberg News gab Netflix etwa 21 Millionen US-Dollar für die Produktion der Serie aus.
Zur Besetzung sagte Hwang, dass er sofort Lee Jung-jae und Park Hae-soo für die Hauptrollen im Sinn hatte. Hwang selber studierte an der Seoul National University und seine Großmutter arbeitete in Ssangmun-dong. Diese beiden Aspekte aus dem Leben des Regisseurs flossen in die beiden Hauptrollen ein. Die weiteren Rollen wurden durch einen Casting-Prozess vergeben. Das Topmodel Jung Ho-yeon, das vorwiegend in New York arbeitete, bewarb sich mit einem Video. Hwang war sofort begeistert und verschaffte ihr ihre erste Schauspielrolle. Eine weitere Neuentdeckung ist der indisch-stämmige Schauspieler Anupam Tripathi, der an der Korea National University of Arts Schauspiel studierte. In der ursprünglichen Filmfassung war die Rolle des Polizeikommissars Hwang Jun-ho nicht enthalten. Doch da Netflix eine Serie wollte, baute Hwang weitere Figuren in die Handlung ein. Die Rolle wurde mit Wi Ha-jun besetzt. Mit Lee Byung-hun und Gong Yoo, die kleinere Auftritte in der Serie haben, arbeitete Hwang bei vorherigen Filmen zusammen.
Nach Veröffentlichung der Serie sagte Hwang zu einer möglichen zweiten Staffel, dass er keine Fortsetzung geplant habe und wieder Filme drehen möchte. Würde man sich dennoch für eine zweite Staffel entscheiden, würde er sich nicht mehr alleine um Drehbuch und Regie kümmern, sondern für die Unterstützung bei der weiteren Ausgestaltung der Handlung Kollegen engagieren. Lee Jung-jae sagte nach dem überraschenden Erfolg der Serie und den Wünschen vieler Fans nach einer Fortsetzung, dass er für eine zweite Staffel zur Verfügung stehe, falls es diese geben sollte. Im Januar 2022 bestätigte Netflix-Produzent Ted Sarandos die Produktion einer zweiten Staffel.

## Besetzung und Synchronisation
Die deutschsprachige Synchronisation entstand nach den Dialogbüchern von Christoph Seeger (erste Staffel), Kim Hasper (zweite Staffel) und Nils Brzoska (dritte Staffel) sowie unter der Dialogregie von Christoph Seeger durch die Synchronfirma VSI Synchron in Berlin.

### Hauptdarsteller
| Rolle                                     | Schauspieler     | Hauptrolle (Staffel) | Nebenrolle (Staffel) | Synchronsprecher          |
| ----------------------------------------- | ---------------- | -------------------- | -------------------- | ------------------------- |
| Seong Gi-hun / Spieler 456                | Lee Jung-jae     | 1–3                  |                      | Tim Schwarzmaier          |
| Hwang Jun-ho                              | Wi Ha-joon       | 1–3                  |                      | Dennis Sandmann           |
| Cho Sang-woo / Spieler 218                | Park Hae-soo     | 1                    |                      | Florian Clyde             |
| Kang Sae-byeok / Spieler 067              | Jung Ho-yeon     | 1                    | 3                    | Flavia Vinzens            |
| Oh Il-nam / Spieler 001                   | Oh Young-soo     | 1                    | 3                    | Freimut Götsch            |
| Ali Abdul / Spieler 199                   | Anupam Tripathi  | 1                    |                      | Sebastian Kluckert        |
| Han Mi-nyeo / Spieler 212                 | Kim Joo-ryung    | 1                    |                      | Jessica Rust              |
| Jang Deok-soo / Spieler 101               | Heo Sung-tae     | 1                    |                      | Armin Schlagwein          |
| Hwang In-ho / Der Frontmann / Spieler 001 | Lee Byung-hun    | 2–3                  | 1                    | Sebastian Christoph Jacob |
| Park Jung-bae / Spieler 390               | Lee Seo-hwan     | 2                    | 1, 3                 | Max Felder                |
| Jang Geum-ja / Spieler 149                | Kang Ae-sim      | 2–3                  |                      | Silvia Mißbach            |
| Park Yong-sik / Spieler 007               | Yang Dong-geun   | 2–3                  |                      | Bastian Sierich           |
| Cho Hyun-ju / Spieler 120                 | Park Sung-hoon   | 2–3                  |                      | Philippa Jarke            |
| Kang Dae-ho / Spieler 388                 | Kang Ha-neul     | 2–3                  |                      | Julian Tennstedt          |
| Lee Myung-gi / Spieler 333                | Yim Si-wan       | 2–3                  |                      | Johannes Walenta          |
| Kim Jun-hee / Spieler 222                 | Jo Yu-ri         | 2–3                  |                      | Sarah Tkotsch             |
| Im Jeong-dae / Spieler 100                | Song Young-chang | 2–3                  |                      | Hans Hohlbein             |
| Park Gyeong-seok / Spieler 246            | Lee Jin-uk       | 2–3                  |                      | Marco Sven Reinbold       |
| Kang No-eul / Wache 011                   | Park Gyu-young   | 2–3                  |                      | Victoria Frenz            |

### Nebendarsteller
| Rolle                                 | Schauspieler     | Nebenrolle (Staffel) | Synchronsprecher    |
| ------------------------------------- | ---------------- | -------------------- | ------------------- |
| Instruktionsgeberin (Ansage-Stimme)   | Jeon Young-soo   | 1–3                  | Franziska Endres    |
| Maskierter Instrukteur                | Kim Byeong-cheol | 1–3                  | Bernhard Völger     |
| Seong Ga-yeong                        | Jo Ah-in         | 1–3                  | Lilli Mechler       |
| Kang Cheol                            | Park Si-wan      | 1–3                  | Milosch Kopetzki    |
| Mutter von Cho Sang-woo               | Park Hye-jin     | 1–3                  | Agnes Hilpert       |
| Mann im Anzug                         | Gong Yoo         | 1–2                  | Lasse Dreyer        |
| Ex-Frau von Seong Gi-hun              | Kang Mal-geum    | 1–2                  | Annika Tenter       |
| Jung Min-tae / Spieler 322            | Lim Ki-hong      | 1                    | Michael Kühl        |
| No Sang-hun / Spieler 119             | Yoon Don-sun     | 1                    | Florian Hoffmann    |
| Byeong-gi / Spieler 111               | Yu Seong-ju      | 1                    | Karim El Kammouchi  |
| Ji-yeong / Spieler 240                | Lee You-mi       | 1                    | Johanna von Gutzeit |
| Wache 028                             | Heo Dong-won     | 1                    | Johann Fohl         |
| Mutter von Seong Gi-hun               | Kim Young-ok     | 1                    | Margot Rothweiler   |
| Choi Woo-seok                         | Jun Suk-ho       | 2–3                  | Fabian Oscar Wien   |
| Officer                               | Park Hee-soon    | 2–3                  | Florian Halm        |
| Kapitän Park                          | Oh Dal-su        | 2–3                  | Gerrit Schmidt-Foß  |
| Mutter von Hwang Jun-ho               | Lee Joo-shil     | 2–3                  | Frauke Poolman      |
| Park Min-su / Spieler 125             | Lee David        | 2–3                  | Paul-Lino Krenz     |
| Kim Yeong-sam / Spieler 226           | Lee Sung-woo     | 2–3                  | Jan Makino          |
| Choi Su-bong / „Thanos“ / Spieler 230 | Choi Seung-hyun  | 2–3                  | Tim Sander          |
| Kim Ki-min / Spieler 203              | Choi Gwi-hwa     | 2–3                  | Christopher Arndt   |
| Lee Seung-won / Spieler 336           | Park Jin-woo     | 2–3                  | Jan Kurbjuweit      |
| Kim Yoon-tae / Spieler 353            | Lee Gyu-hoe      | 2–3                  | Nico Nothnagel      |
| Seon-nyeo / Spieler 044               | Chae Gook-hee    | 2–3                  | Ilka Teichmüller    |
| Nam-gyu / Spieler 124                 | Roh Jae-won      | 2–3                  | Tino Kießling       |
| Se-mi / Spieler 380                   | Won Ji-an        | 2–3                  | Isabella Vinet      |
| Spieler 039                           | Woo Jung-kook    | 2–3                  | Dirc Simpson        |
| Herr Kim                              | Sung Do-hyun     | 2–3                  | Daniel Völz         |
| Kim Young-mi / Spieler 095            | Kim Si-eun       | 2                    | Jamie Lee Blank     |
| Kwon Byeong-su / Spieler 047          | Baek Seung-chul  | 2                    | Sascha Krüger       |
| Sim Jae-seok / Spieler 343            | Kang Hyun-joong  | 2                    | Adam Nümm           |
| Kang Mi-na / Spieler 196              | Song Ji-woo      | 2                    | Lina Rabea Mohr     |
| Spieler 145                           | Ha Soo-ho        | 2                    | Vlad Chiriac        |
| Spieler 178                           | Kim Hyun         | 2                    | Marc Bluhm          |
| Richard                               | David Sayers     | 3                    | Romanus Fuhrmann    |
| John                                  | Bryan Bucco      | 3                    | Steven Merting      |
| Kim Mu-dong                           | Choi Jae-hwan    | 3                    | Vincent Borko       |

### Gastdarsteller
| Rolle                                   | Schauspieler    | Gastrolle (Staffel) | Synchronsprecher     |
| --------------------------------------- | --------------- | ------------------- | -------------------- |
| Roboterpuppe / Young-hee                | Animatronic     | 1–3                 | Julia Bautz          |
| Mitarbeiter der Flüchtlingsorganisation | Choi Jae-sup    | 1–3                 | Dirk Stollberg       |
| Boss Kim                                | Kim Pub-lae     | 1–2                 | Georgios Tzitzikos   |
| Spieler 021                             | Moon Byung-joo  | 1                   | Michel Diercks       |
| Spieler 062                             | Lee Doo-seok    | 1                   | Dirk Stollberg       |
| Spieler 096                             | Jeong Woo-hyeok | 1                   | Thomas Schmuckert    |
| Spieler 244                             | Kim Seo-hyun    | 1                   | Matthias Deutelmoser |
| Spieler 250                             | Park Ji-hoon    | 1                   | Ole Eisfeld          |
| Spieler 271                             | Min Tae-yul     | 1                   | Tom Raczko           |
| Spieler 278                             | Kwak Ja-hyoung  | 1                   | Leon Stiehl          |
| Spieler 407                             | Ko Byung-taek   | 1                   | Bastian von Bömches  |
| Wache im Operationssaal #1              | Yoon Yeong-geol | 1                   | Stephan Baumecker    |
| Wache im Operationssaal #2              | Yoon Joo-man    | 1                   | Stefan Bräuler       |
| Polizeibeamter Kim Sang-hyuk            | Lee Dong-yong   | 1                   | Tilmar Kuhn          |
| Polizeibeamter Kim Jin-woo              | Kim Min-sik     | 1                   | Oliver Bender        |
| Fabrikbesitzer                          | Kim Seo-ha      | 1                   | Jörg Pintsch         |
| Gangster                                | Lee Choong-goo  | 1                   | Alex Friedland       |
| Polizeibeamter Lee Ju-yong              | Im Chul-hyung   | 2                   | Gerald Schaale       |
| Polizeichef                             | Oh Chang-kyung  | 2                   | Martin Schubach      |
| Junger Polizist                         | Jeon Bong-seok  | 2                   | Vincent Borko        |
| Leitender Angestellter im Freizeitpark  | Shim Woo-sung   | 2                   | Nic Romm             |
| Mitarbeiter im Freizeitpark             | Joo Seok-in     | 2                   | Tom Sielemann        |
| Fischer                                 | Jang Kyug-su    | 2                   | Andi Krösing         |
| Untergebener von Boss Kim #1            | Lee Woon-san    | 2                   | Oliver Bender        |
| Untergebener von Boss Kim #2            | Choi Yoon-bin   | 2                   | Nic Romm             |
| Frau im Anzug                           | Cate Blanchett  | 3                   | Elisabeth Günther    |

## Episodenliste

### Staffel 1
| Nr. (ges.)                                                                                | Nr. (St.) | Deutscher Titel           | Originaltitel                                   | Regie           | Drehbuch        |
| ----------------------------------------------------------------------------------------- | --------- | ------------------------- | ----------------------------------------------- | --------------- | --------------- |
| 1                                                                                         | 1         | Rotes Licht, grünes Licht | 무궁화 꽃이 피던 날 Mugunghwa Kkochi Pideon Nal | Hwang Dong-hyuk | Hwang Dong-hyuk |
| 2                                                                                         | 2         | Hölle                     | 지옥 Jiok                                       | Hwang Dong-hyuk | Hwang Dong-hyuk |
| 3                                                                                         | 3         | Der Mann mit dem Schirm   | 우산을 쓴 남자 Usan-eul Sseun Namja             | Hwang Dong-hyuk | Hwang Dong-hyuk |
| 4                                                                                         | 4         | Zum Team halten           | 쫄려도 편먹기 Jjollyeodo Pyeonmeokgi            | Hwang Dong-hyuk | Hwang Dong-hyuk |
| 5                                                                                         | 5         | Eine gerechte Welt        | 평등한 세상 Pyeongdeunghan Sesang               | Hwang Dong-hyuk | Hwang Dong-hyuk |
| 6                                                                                         | 6         | Gganbu                    | 깐부 Kkanbu                                     | Hwang Dong-hyuk | Hwang Dong-hyuk |
| 7                                                                                         | 7         | Die VIPs                  | V.I.P.S                                         | Hwang Dong-hyuk | Hwang Dong-hyuk |
| 8                                                                                         | 8         | Frontmann                 | 프론트맨 Frontman                               | Hwang Dong-hyuk | Hwang Dong-hyuk |
| 9                                                                                         | 9         | Glückstag                 | 운수 좋은 날 Unsu Joeun Nal                     | Hwang Dong-hyuk | Hwang Dong-hyuk |
| Am 17. September 2021 wurden alle Episoden der ersten Staffel auf Netflix veröffentlicht. |           |                           |                                                 |                 |                 |

### Staffel 2
| Nr. (ges.)                                                                                | Nr. (St.) | Deutscher Titel      | Originaltitel                         | Regie           | Drehbuch        |
| ----------------------------------------------------------------------------------------- | --------- | -------------------- | ------------------------------------- | --------------- | --------------- |
| 10                                                                                        | 1         | Brot und Glücksspiel | 빵과 복권 Ppang-gwa Boggwon           | Hwang Dong-hyuk | Hwang Dong-hyuk |
| 11                                                                                        | 2         | Halloween-Party      | 할로윈 파티 Hallowin Pati             | Hwang Dong-hyuk | Hwang Dong-hyuk |
| 12                                                                                        | 3         | 001                  | 001                                   | Hwang Dong-hyuk | Hwang Dong-hyuk |
| 13                                                                                        | 4         | Sechs Beine          | 여섯 개의 다리 Yeoseos Gaeui Dari     | Hwang Dong-hyuk | Hwang Dong-hyuk |
| 14                                                                                        | 5         | Noch ein Spiel       | 한 게임 더 Han Geim Deo               | Hwang Dong-hyuk | Hwang Dong-hyuk |
| 15                                                                                        | 6         | O X                  | O X                                   | Hwang Dong-hyuk | Hwang Dong-hyuk |
| 16                                                                                        | 7         | Freund oder Feind    | 친구인가 적인가 Chingu-inga Jeog-inga | Hwang Dong-hyuk | Hwang Dong-hyuk |
| Am 26. Dezember 2024 wurden alle Episoden der zweiten Staffel auf Netflix veröffentlicht. |           |                      |                                       |                 |                 |

### Staffel 3
| Nr. (ges.)                                                                                        | Nr. (St.) | Deutscher Titel           | Originaltitel                             | Regie           | Drehbuch        |
| ------------------------------------------------------------------------------------------------- | --------- | ------------------------- | ----------------------------------------- | --------------- | --------------- |
| 17                                                                                                | 1         | Schlüssel und Messer      | 열쇠와 칼 Yeolsoewa Kal                   | Hwang Dong-hyuk | Hwang Dong-hyuk |
| 18                                                                                                | 2         | Sternennacht              | 별이 빛나는 밤에 Byeol-i Bichnaneun Bam-e | Hwang Dong-hyuk | Hwang Dong-hyuk |
| 19                                                                                                | 3         | Es ist nicht deine Schuld | 당신의 탓이 아니다 Dangsin-ui Tas-i Anida | Hwang Dong-hyuk | Hwang Dong-hyuk |
| 20                                                                                                | 4         | 222                       | 222                                       | Hwang Dong-hyuk | Hwang Dong-hyuk |
| 21                                                                                                | 5         | ○△□                       | ○△□                                       | Hwang Dong-hyuk | Hwang Dong-hyuk |
| 22                                                                                                | 6         | Menschen                  | 사람은… Saram-eun…                        | Hwang Dong-hyuk | Hwang Dong-hyuk |
| Am 27. Juni 2025 wurden alle Episoden der dritten und finalen Staffel auf Netflix veröffentlicht. |           |                           |                                           |                 |                 |

## Musik

### Staffel 1
Der Soundtrack wurde am 17. September 2021 veröffentlicht.
| Nr.          | Titel                          | Musik        | Länge |
| ------------ | ------------------------------ | ------------ | ----- |
| 1.           | Way Back Then                  | Jung Jae-il  | 2:31  |
| 2.           | Round I                        | Jung Jae-il  | 1:19  |
| 3.           | The Rope Is Tied               | Jung Jae-il  | 3:18  |
| 4.           | Pink Soldiers                  | 23           | 0:38  |
| 5.           | Hostage Crisis                 | 23           | 2:22  |
| 6.           | I Remember My Name             | Jung Jae-il  | 3:13  |
| 7.           | Unfolded…                      | Jung Jae-il  | 2:38  |
| 8.           | Needles and Dalgona            | Park Min-ju  | 3:44  |
| 9.           | The Fat and the Rats           | Park Min-ju  | 1:52  |
| 10.          | It Hurts So Bad                | Jung Jae-il  | 1:13  |
| 11.          | Delivery                       | 23           | 4:55  |
| 12.          | Dead End                       | 23           | 5:25  |
| 13.          | Round VI                       | Jung Jae-il  | 5:54  |
| 14.          | Wife, Husband and 4.56 Billion | Jung Jae-il  | 4:26  |
| 15.          | Murder Without Violence        | Park Min-ju  | 1:53  |
| 16.          | Slaughterhouse III             | Jung Jae-il  | 8:16  |
| 17.          | Owe                            | Jung Jae-il  | 2:26  |
| 18.          | Uh…                            | Jung Jae-il  | 3:38  |
| 19.          | Dawn                           | Jung Jae-il  | 6:41  |
| 20.          | Let’s Go Out Tonight           | Jung Jae-il  | 3:27  |
| Gesamtlänge: | Gesamtlänge:                   | Gesamtlänge: | 69:49 |

### Staffel 2
| Nr.          | Titel                        | Musik        | Länge |
| ------------ | ---------------------------- | ------------ | ----- |
| 1.           | Way forward                  | Jung Jae-il  | 4:04  |
| 2.           | O X I                        | Jung Jae-il  | 3:09  |
| 3.           | You’re Nothing but a Puppet  | Jung Jae-il  | 2:25  |
| 4.           | Pink Soldiers Redux          | Kim Sungsoo  | 2:58  |
| 5.           | Vote I                       | Jung Jae-il  | 2:49  |
| 6.           | Let’s Go Out!                | Jung Jae-il  | 2:21  |
| 7.           | Round The Circle I           | Jung Jae-il  | 3:35  |
| 8.           | Let Me Be a Part of the Game | Jung Jae-il  | 3:58  |
| 9.           | Jung-bae ya!                 | Jung Jae-il  | 4:52  |
| 10.          | Round II                     | Jung Jae-il  | 2:06  |
| 11.          | No way back                  | Jung Jae-il  | 2:17  |
| 12.          | O X II                       | Jung Jae-il  | 3:30  |
| 13.          | Hyun-ju                      | Jung Jae-il  | 2:14  |
| 14.          | War                          | Jung Jae-il  | 2:41  |
| 15.          | A Five People Game           | Park Min Joo | 4:30  |
| 16.          | I Believe Your Courage       | Jung Jae-il  | 1:14  |
| 17.          | The Team HJ                  | Jung Jae-il  | 2:25  |
| 18.          | Gong-gi with Bullets         | Jung Jae-il  | 2:20  |
| 19.          | We’re Together               | Jung Jae-il  | 2:30  |
| 20.          | Funeral                      | Kim Sungsoo  | 3:25  |
| 21.          | A Toilet Fight I             | Park Min Joo | 3:10  |
| 22.          | Ddakji Man                   | Park Min Joo | 2:41  |
| 23.          | Round the Circle II          | Jung Jae-il  | 4:16  |
| 24.          | Molar I                      | Park Min Joo | 0:41  |
| 25.          | A White Limousine II         | Park Min Joo | 1:33  |
| 26.          | Player vs Pink Guards        | Park Min Joo | 3:51  |
| 27.          | Player vs Pink Guards III    | Park Min Joo | 4:33  |
| 28.          | Counter Strike               | Jung Jae-il  | 1:37  |
| 29.          | Don’t Die in Vain            | Jung Jae-il  | 4:01  |
| Gesamtlänge: | Gesamtlänge:                 | Gesamtlänge: | 85:46 |

## Rezeption

### Staffel 1
Vier Wochen nach Start wurde Squid Game der erfolgreichste Serienstart auf Netflix. Sie wurde innerhalb dieser Zeit von 142 Millionen Netflix-Konten angesehen. Der vorherige Rekordhalter Bridgerton hatte 82 Millionen Konten in den ersten vier Wochen erreicht. Zusätzlich wurde die Serie zeitweise die meistgesehene Produktion in 94 von über 200 Ländern. Zudem sollen 87 Millionen Menschen die komplette Serie in den ersten 23 Tagen gestreamt haben.
Die erste Staffel der Serie konnte eine Zustimmungsrate von 95 % aus 77 Kritiken auf Rotten Tomatoes für sich gewinnen.

### Auszeichnungen
Squid Game gewann ab 2021 elf Fernsehpreise und wurde für über ein Dutzend weiterer Auszeichnungen nominiert. Zu den erhaltenen Preisen gehören der Golden Globe Award für Nebendarsteller Oh Young-soo als Oh Il-nam (001) sowie ein Spezialpreis bei den amerikanischen AFI Awards. Im Jahr zuvor hatte die Produktion unter anderem einen Gotham Award („Breakthrough Series – Longform“) und einen People’s Choice Award („The Bingeworthy Show of 2021“) erhalten.
Die Serie gewann sechs Emmys, darunter den für die beste Hauptrolle (Lee Jung-jae).

### Auswirkungen
Eine Telefonnummer, die in der Serie gezeigt wurde, war bereits an eine echte Person in Südkorea vergeben. Dies hatte zur Folge, dass unzählige Anrufe von Zuschauern getätigt wurden. Netflix bot deshalb als Wiedergutmachung dem betroffenen Besitzer der Telefonnummer eine Ausgleichszahlung an. Außerdem sollen die Szenen, in denen die Nummer zu sehen ist, nachbearbeitet werden.
Während einer Demonstration in Südkorea durch die Gewerkschaft KCTU trugen die Demonstranten Kleidung ähnlich der der teils bewaffneten Mitarbeiter in Squid Game. Ebenfalls ähnlich gekleidet waren Demonstranten in Glasgow, Schottland, bei der COP26.

### Kritik
Wie die meisten anderen rein online abrufbaren Serien wurde auch Squid Game nicht zur Prüfung bei der Freiwilligen Selbstkontrolle der Filmwirtschaft (FSK) eingereicht. Aufgrund des großen Erfolgs und der gezeigten Brutalität gab es jedoch viele Anfragen an die FSK, sodass diese am 3. November 2021 in einer Pressemitteilung erklärte, dass es keine Beurteilung der FSK gebe und das Einreichen von Serien freiwillig sei.
Die Bundeszentrale für politische Bildung fasste im März 2022 die Diskussion zu Squid Game in Deutschland auf ihrer Website kinofenster.de zusammen und verwies in diesem Zusammenhang auf das grundsätzliche Problem von Altersfreigaben. So wurde das wohl bekannteste Spiel aus der Serie „Rotes Licht, grünes Licht“ zu einem Spiel, das sowohl auf Schulhöfen als auch in Kindergärten praktiziert wurde. Es bestehen auf YouTube verschiedenste Videos, in denen das Thema Squid Game behandelt wird, die offensichtlich für Kinder konzipiert sind. Diese sind unter dem Begriff Squid Game Kids zu finden. Ein Beispiel solcher Videos sind die, die von dem Kanal Grey’s World ausgehen, der offensichtlich für Kinder konzipiert ist. Auch auf dem Kanal GameToons sind Animationen dieser Serie zu finden, die für Kinder ausgelegt sind.
In einem Ende 2021 veröffentlichten Elternbrief des Schulpsychologischen und inklusionspädagogischen Beratungs- und Unterstützungszentrums (SIBUZ) des Berliner Bezirks Pankow raten die Verfasser davon ab, die Serie Kindern unter 16 Jahren zu zeigen, selbst wenn dies unter elterlicher Begleitung geschehe. Gewalt werde darin verherrlicht und das Leben eines Menschen als wertlos erachtet.
Kinder scheinen zudem die Kernbotschaft dieser Serie nicht verstanden zu haben, die den Kapitalismus kritisiert. Die Kinder scheinen nur die vorliegende Gewalt wahrzunehmen.
Dazu gibt es wie erwähnt auch Spiele dieser Serie auf Roblox, eine Plattform, die wiederum auf Kinder ausgerichtet ist, auch wenn sie ab USK 12 ist.

### Adaptionen
Der Streamingdienst Netflix entwickelte auf der Grundlage von Squid Game eine Reality-TV-Show namens Squid Game: The Challenge, in der 456 Kandidaten für ein Preisgeld von 4,56 Millionen Dollar gegeneinander antreten und die Spiele aus der Serie nachspielen. Die ersten fünf Folgen erschienen am 22. November 2023.
Serienschöpfer Hwang Dong-hyuk plant eine Mockumentary namens The Best Show On The Planet, die sich satirisch mit der Entstehung der ersten Staffel von Squid Game auseinandersetzt.

#### Spiele
Kurz nach Veröffentlichung der Serie erschienen auf verschiedenen Webseiten und bei verschiedenen Spieleanbietern Minispiele zu Squid Game, wie z. B. auf der Spieleplattform Roblox und auf verschiedenen Minecraft-Servern.
Auf der Plattform Roblox wurden mehrere Spiele veröffentlicht, darunter:
- Squid Game Honeycomb, das von dem Entwicklungsstudio Rocul Studios by Zay entwickelt wurde.[31][32][33]
- [SEASON 2] Squid Game, welches den größten Erfolg hatte.[34][35]
- [Squid Game] RLGL, welches das umfangreichste war und von dem Entwicklungsstudio slugfo entwickelt wurde.[36]

#### Realität
- Der US-amerikanische Webvideoproduzent MrBeast imitierte das Konzept der Serie auf seinem YouTube-Kanal und bot in fast identischen Spielen 456 Personen eine Chance auf 456.000 US-Dollar. Die Sets aus der Serie wurden nachgebaut. Die Kosten beliefen sich auf über 3,5 Millionen US-Dollar.[40] Das Video ist mit 814 Millionen Aufrufen (Stand 26. Juni 2025) das erfolgreichste auf dem Kanal.[41]